# Regione degli Erongo
La regione degli Erongo è una regione della Namibia con capoluogo Swakopmund e 107 663 abitanti al censimento 2001. Comprende i distretti di Swakopmund, Walvis Bay, Omaruru e Karibib. Prende il nome dai Monti Erongo. Il 20% della popolazione vive in zone rurali mentre l'80% in zone urbane.
Confina con l'Oceano Atlantico a ovest, con la regione del Kunene a nord, con la regione di Otjozondjupa a est, con la regione di Khomas a sudest e con la regione di Hardap a sud.

## Società

### Lingue e dialetti
La popolazione si divide in tre gruppi linguistici differenti: il 37% parla l'Oshiwambo, il 22% l'Afrikaans mentre il 21% il Damara

## Economia
La principale risorsa economica della regione è l'agricoltura. L'estrazione mineraria ha una certa importanza, soprattutto nelle zone di Navachab, Uis e Arandis. A Karibib si produce marmo. Walvis Bay (entrata formalmente nella regione solo a partire dal 1994) è il principale centro dell'industria del pesce della Namibia. Il turismo è un'altra fonte di introiti, e Swakopmund e Langstrand sono località balneari di rilievo. A Swakopmund è anche presente l'industria manifatturiera. Scuole, ospedali e altri servizi fondamentali tutti ben rappresentati. I collegamenti all'interno della regione e con il resto della Namibia sono relativamente sviluppati.

## Geografia antropica

### Suddivisioni amministrative
La regione è suddivisa in 7 distretti elettorali:
- Omaruru
- Karibib
- Dâures (precedentemente nota come Brandberg)
- Arandis
- Swakopmund
- Walvis Bay Rurale
- Walvis Bay Urbano